# Salvador Carrillo
Salvador Carrillo Olivas (Ciudad de México; 12 de julio de 1949-1 de noviembre de 2023) fue un futbolista mexicano que jugaba en la posición de centrocampista.

## Selección nacional
Jugó su único partido con México el 3 de agosto de 1975, en una derrota de 1-0 contra Alemania Democrática.

## Clubes
| Club                | País   | Año       |
| ------------------- | ------ | --------- |
| León                | México | 1969-1974 |
| Unión de Curtidores | México | 1974-1975 |
| Atlético Potosino   | México | 1975-1978 |
| Tigres de la UANL   | México | 1978-1983 |
| León                | México | 1983-1984 |

## Palmarés

### Títulos nacionales
| Título               | Equipo            | País   | Año     |
| -------------------- | ----------------- | ------ | ------- |
| Copa México          | León              | México | 1970-71 |
| Campeón de Campeones | León              | México | 1970-71 |
| Copa México          | León              | México | 1971-72 |
| Campeón de Campeones | León              | México | 1971-72 |
| Primera División     | Tigres de la UANL | México | 1981-82 |